# Szlak Buczynowych Wąwozów

Szlak Buczynowych Wąwozów – żółty znakowany szlak turystyczny, w województwie zachodniopomorskim, w gminie Stare Czarnowo, we wschodniej części Szczecińskiego Parku Krajobrazowego „Puszcza Bukowa”.
Krótki szlak podmiejski, o długości 5,4 km, łączący dwa dłuższe: niebieski Szlak im. Stanisława Grońskiego i zielony Szlak im. Bolesława Czwójdzińskiego, co pozwala na zaplanowanie wędrówki w różnych wariantach. Na trasie szlaku pomniki przyrody, na Drodze Bieszczadzkiej na odcinku 0,6 km szlak prowadzi wzdłuż wschodniej granicy rezerwatu przyrody „Buczynowe Wąwozy”.

## Przebieg szlaku
Kilometraż podano dla obu kierunków marszu:
- 0,0 km – 5,4 km - Szczecin-Śmierdnica (pętla autobusowa), ul. Pyrzycka - ul. Zadumana:
  -   Szlak im. Stanisława Grońskiego
  -   Szlak przez Wielecki Staw – odchodzi
- 0,7 km – 4,7 km - Szczecin-Śmierdnica, ul. Nauczycielska:
  -  Szlak im. Stanisława Grońskiego – odchodzi
- 3,2 km – 2,2 km - rezerwat przyrody „Buczynowe Wąwozy”
- 5,2 km – 0,2 km - Dobropole Gryfińskie
  -   Szlak im. Bolesława Czwójdzińskiego
- 5,4 km – 0,0 km - Dobropole Gryfińskie
  -  Szlak im. Bolesława Czwójdzińskiego – odchodzi

Przebieg szlaku zweryfikowany według danych z roku 2007.